# RWF
RWF, Rear Way Facing (ang. tyłem do kierunku jazdy) – sposób montowania fotelika samochodowego dla dzieci.
Zaleca się aby dzieci podróżowały tyłem do kierunku jazdy nawet do 5-6 roku życia. Podczas zderzenia samochodu, w którym zamontowano fotelik skierowany przodem do kierunku jazdy, głowa dziecka jest gwałtownie wyrzucana do przodu, czego skutkiem jest bardzo silne szarpnięcie szyi i głowy oraz możliwość uszkodzenia kręgosłupa. W tym przypadku, dziecko będzie „wyciągane” z fotelika do przodu. Przy zastosowaniu fotelika skierowanego tyłem do kierunku jazdy, skorupa fotelika będzie działać jak tarcza ochronna absorbująca oddziaływanie wszystkich sił. Tu dziecko będzie „wciskane” w fotel na odcinku od głowy do miednicy.
Badania przeprowadzane przez szwedzką firmę ubezpieczeniową Folksam pokazują, że ryzyko śmierci lub poważnych obrażeń jest około 5 razy większe w fotelikach ustawionych przodem do kierunku jazdy. Jeśli porównamy szwedzkie statystyki wypadków ze statystykami pochodzącymi z krajów, gdzie większość dzieci podróżuje siedząc przodem, różnice są ogromne.
Takie są też zalecenia międzynarodowych organizacji konsumenckich, reprezentowanych przez ICRT.